# Malcolm Brogdon
Malcolm Moses Brogdon (Norcross, 11 dicembre 1992) è un cestista statunitense di ruolo playmaker o guardia, attualmente professionista nella NBA con gli Washington Wizards.

## Carriera

### Milwaukee Bucks (2016-2019)
Si rese eleggibile per il Draft NBA 2016, in cui venne scelto dai Milwaukee Bucks alla sesta scelta del secondo giro, risultando essere la 36ª scelta assoluta. Firmò il suo contratto con i Bucks il 1º agosto 2016.
Debutta in NBA coi cervi il 27 ottobre 2016 nella gara inaugurale della stagione contro gli Charlotte Hornets (giocata in casa e persa 106-97), disputando 21 minuti in cui mette segno 8 punti. Il 1º gennaio 2017 realizzò la prima tripla-doppia in carriera mettendo a referto 15 punti, 12 assist e 11 rimbalzi nella gara vinta per 116-96 in casa dei Chicago Bulls. Fu il primo rookie della stagione 2016-2017 a totalizzare una tripla-doppia. Una settimana esatta dopo, l'8 gennaio 2017, segnò 22 punti (conditi anche da 1 rimbalzo, 5 assist, 3 palle rubate e 1 stoppata), suo career-high nella gara persa in casa per 107-101 contro gli Washington Wizards. Nella partita successiva, vinta per 109-107 in casa dei San Antonio Spurs, segnò 17 punti. Durante la stagione venne impiegato anche nel ruolo di playmaker al posto di Matthew DellaVedova.
Al termine della sua prima stagione nella lega professionistica nordamericana di basket ricevette l'NBA Rookie of the Year Award.

### Indiana Pacers (2019-2022)
Nonostante i Milwaukee Bucks avessero esteso la qualifying offer su di lui, il 1º luglio 2019 firma (a seguito di un sign and trade da parte dei Bucks) un quadriennale da 85 milioni di dollari con gli Indiana Pacers.

### Boston Celtics (2022-)
Durante l’estate 2022 Brogdon passa ai Boston Celtics con una trade che ha portato Aaron Nesmith, Daniel Theis, Malik Fitts, Juwan Morgan, Nik Stauskas ed una scelta al primo giro del Draft 2023 agli Indiana Pacers.

## Statistiche
| * | Primo nella lega |

### NCAA
| Anno      | Squadra            | PG  | PT  | MP   | TC%  | 3P%  | TL%  | RP  | AP  | PRP | SP  | PP   |
| --------- | ------------------ | --- | --- | ---- | ---- | ---- | ---- | --- | --- | --- | --- | ---- |
| 2011-2012 | Virginia Cavaliers | 28  | 1   | 22,4 | 39,6 | 32,4 | 80,0 | 2,8 | 1,4 | 0,5 | 0,1 | 6,7  |
| 2013-2014 | Virginia Cavaliers | 37  | 37  | 31,4 | 41,3 | 37,0 | 87,5 | 5,4 | 2,7 | 1,2 | 0,1 | 12,7 |
| 2014-2015 | Virginia Cavaliers | 34  | 34  | 32,5 | 42,2 | 34,4 | 87,9 | 3,9 | 2,4 | 0,7 | 0,4 | 14,0 |
| 2015-2016 | Virginia Cavaliers | 37  | 37  | 34,1 | 45,7 | 39,1 | 89,7 | 4,1 | 3,1 | 0,9 | 0,2 | 18,2 |
| Carriera  | Carriera           | 136 | 109 | 30,6 | 43,0 | 36,5 | 87,6 | 4,1 | 2,5 | 0,9 | 0,2 | 13,3 |

#### Massimi in carriera
- Massimo di punti: 28 (3 volte)[11]
- Massimo di rimbalzi: 11 (2 volte)
- Massimo di assist: 7 (4 volte)
- Massimo di palle rubate: 5 vs Notre Dame (28 gennaio 2014)
- Massimo di stoppate: 2 (2 volte)
- Massimo di minuti giocati: 39 (3 volte)

### NBA

#### Regular Season
| Anno      | Squadra             | PG  | PT  | MP   | TC%  | 3P%  | TL%   | RP  | AP  | PRP | SP  | PP   |
| --------- | ------------------- | --- | --- | ---- | ---- | ---- | ----- | --- | --- | --- | --- | ---- |
| 2016-2017 | Milwaukee Bucks     | 75  | 28  | 26,4 | 45,7 | 40,4 | 86,5  | 2,8 | 4,2 | 1,1 | 0,2 | 10,2 |
| 2017-2018 | Milwaukee Bucks     | 48  | 20  | 29,9 | 48,5 | 38,5 | 88,2  | 3,3 | 3,2 | 0,9 | 0,3 | 13,0 |
| 2018-2019 | Milwaukee Bucks     | 64  | 64  | 28,6 | 50,5 | 42,6 | 92,8* | 4,5 | 3,2 | 0,7 | 0,2 | 15,6 |
| 2019-2020 | Indiana Pacers      | 54  | 54  | 30,9 | 43,8 | 32,6 | 89,2  | 4,9 | 7,1 | 0,6 | 0,2 | 16,5 |
| 2020-2021 | Indiana Pacers      | 56  | 56  | 34,5 | 45,3 | 38,8 | 86,4  | 5,3 | 5,9 | 0,9 | 0,3 | 21,2 |
| 2021-2022 | Indiana Pacers      | 36  | 36  | 33,5 | 44,8 | 31,2 | 85,6  | 5,1 | 5,9 | 0,8 | 0,4 | 19,1 |
| 2022-2023 | Boston Celtics      | 67  | 0   | 26,0 | 48,4 | 44,4 | 87,0  | 4,2 | 3,7 | 0,7 | 0,3 | 14,9 |
| 2023-2024 | Portland T. Blazers | 39  | 25  | 28,7 | 44,0 | 41,2 | 81,9  | 3,8 | 5,5 | 0,7 | 0,2 | 15,7 |
| 2024-2025 | Wash. Wizards       | 24  | 13  | 23,5 | 43,3 | 28,6 | 88,0  | 3,8 | 4,1 | 0,5 | 0,2 | 12,7 |
| Carriera  | Carriera            | 463 | 296 | 29,1 | 46,3 | 38,8 | 87,4  | 4,1 | 4,7 | 0,8 | 0,2 | 15,3 |

#### Play-off
| Anno     | Squadra         | PG | PT | MP   | TC%  | 3P%  | TL%  | RP  | AP    | PRP | SP  | PP   |
| -------- | --------------- | -- | -- | ---- | ---- | ---- | ---- | --- | ----- | --- | --- | ---- |
| 2017     | Milwaukee Bucks | 6  | 6  | 30,5 | 40,0 | 47,6 | -    | 4,3 | 3,5   | 0,5 | 0,3 | 9,0  |
| 2018     | Milwaukee Bucks | 7  | 5  | 26,6 | 43,6 | 26,3 | 80,0 | 3,4 | 2,4   | 0,1 | 0,0 | 8,7  |
| 2019     | Milwaukee Bucks | 7  | 2  | 28,3 | 44,9 | 37,8 | 63,6 | 4,9 | 3,4   | 0,7 | 0,1 | 13,0 |
| 2020     | Indiana Pacers  | 4  | 4  | 40,0 | 40,0 | 37,5 | 89,3 | 4,3 | 10,0* | 1,0 | 0,0 | 21,5 |
| 2023     | Boston Celtics  | 19 | 0  | 24,9 | 41,8 | 37,9 | 82,9 | 3,5 | 2,9   | 0,2 | 0,3 | 11,9 |
| Carriera | Carriera        | 43 | 17 | 27,9 | 42,1 | 37,8 | 82,1 | 3,9 | 3,7   | 0,4 | 0,2 | 12,0 |

#### Massimi in carriera
- Massimo di punti: 36 vs Toronto Raptors (25 gennaio 2021)[12]
- Massimo di rimbalzi: 15 (2 volte)
- Massimo di assist: 14 vs Miami Heat (22 agosto 2020)
- Massimo di palle rubate: 5 vs Dallas Mavericks (21 gennaio 2019)
- Massimo di stoppate: 2 (12 volte)
- Massimo di minuti giocati: 46 vs Los Angeles Lakers (24 novembre 2021)

## Palmarès
- NABC Defensive Player of the Year (2016)
- NBA All-Rookie First Team (2017)
- NBA Rookie of the Year (2017)
- J. Walter Kennedy Citizenship Award (2020)
- NBA SIxth Man of the Year Award (2023)
- Miglior tiratore di liberi NBA (2019)